# ان‌جی‌سی ۱۰۳۲
ان‌جی‌سی ۱۰۳۲ (انگلیسی: NGC 1032) نام یک کهکشان مارپیچی در صورت فلکی نهنگ است.